# Bloomington (Wisconsin)
Bloomington è un comune degli Stati Uniti, situato in Wisconsin, nella Contea di Grant.